# Bezirk Olten
Der Bezirk Olten im Kanton Solothurn erstreckt sich auf Stadt und Umgebung von Olten. Er gehört zur Amtei Olten-Gösgen.

## Wappen
In Silber grüner Dreiberg mit drei grünen, rotstämmigen Tannen
Stadt und Bezirk Olten verwenden dasselbe Wappen.

## Einwohnergemeinden
| Wappen             | Name der Gemeinde  | Einwohner (31. Dezember 2023) | Fläche in km² | Einwohner pro km² |
| ------------------ | ------------------ | ----------------------------- | ------------- | ----------------- |
| Boningen           | Boningen           | 807                           | 2,76          | 292               |
| Däniken            | Däniken            | 3041                          | 5,43          | 560               |
| Dulliken           | Dulliken           | 5396                          | 6,04          | 893               |
| Eppenberg-Wöschnau | Eppenberg-Wöschnau | 326                           | 1,81          | 180               |
| Fulenbach          | Fulenbach          | 1808                          | 4,48          | 404               |
| Gretzenbach        | Gretzenbach        | 2800                          | 5,83          | 480               |
| Gunzgen            | Gunzgen            | 1712                          | 3,93          | 436               |
| Hägendorf          | Hägendorf          | 5277                          | 13,94         | 379               |
| Kappel SO          | Kappel (SO)        | 3511                          | 5,10          | 688               |
| Olten              | Olten              | 18'715                        | 11,49         | 1629              |
| Rickenbach SO      | Rickenbach (SO)    | 1198                          | 2,76          | 434               |
| Schönenwerd        | Schönenwerd        | 5201                          | 3,71          | 1402              |
| Starrkirch-Wil     | Starrkirch-Wil     | 1956                          | 1,85          | 1057              |
| Walterswil SO      | Walterswil (SO)    | 749                           | 4,48          | 167               |
| Wangen bei Olten   | Wangen bei Olten   | 5539                          | 6,96          | 796               |
| Total (15)         | Total (15)         | 58'036                        | 80,57         | 720               |

## Veränderungen im Gemeindebestand

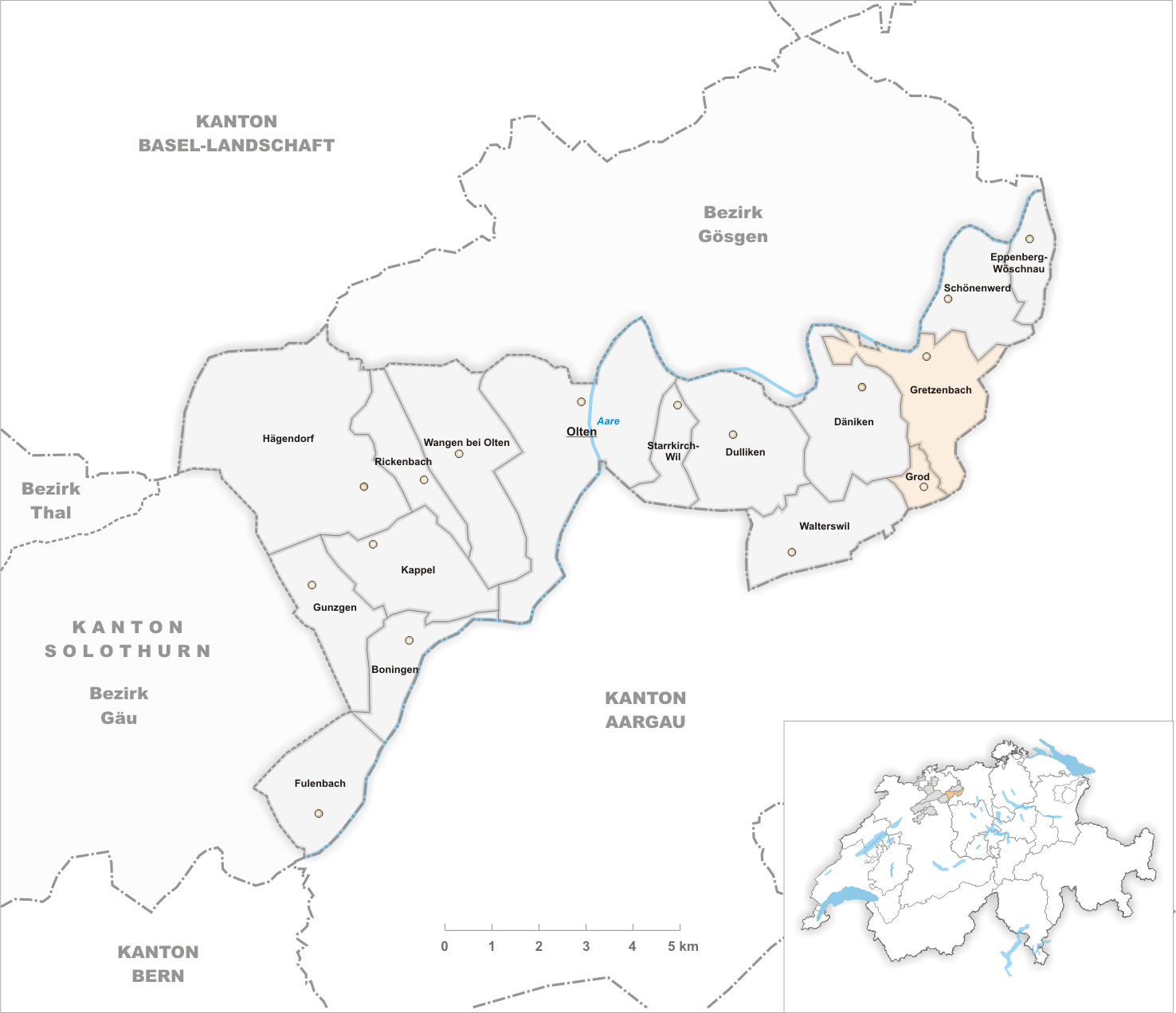
Gemeinden bis 1972

- 1973: Fusion  Gretzenbach und Grod  →  Gretzenbach